# Raztrganci (Bor)
Raztrganci so ljudska, partizanska drama Mateja Bora (Vladimirja Pavšiča), ki je nastala v letih 1943 in 1944 na okupiranem slovenskem ozemlju. Leta 1944 jo je z velikim uspehom uprizorilo Slovensko narodno gledališče na osvobojenem ozemlju, v tisku pa je v novi, popravljeni različici prvič izšla dve leti kasneje pri Slovenskem knjižnem zavodu. Zaradi neuspeha so to verzijo kmalu opustili in se vrnili k prvotni drami, ki je v tisku prvič izšla leta 1964 pri Mestnem gledališču ljubljanskem. 

## Osebe
- Rutar, kmet in mlinar
- Rutarica (Neža), njegova žena
- Vida, njuna hči
- Ferlež, mlinarjev pomočnik
- Lenka, kmečko dekle
- Črešnik, bajtar in železničar
- Mihol
- Dr. Mrož
- I. soseda
- II. soseda
- Partizanski komandir
- Partizani
- I. žandar
- II. žandar
- III. žandar

## Zgodba
Godi se na Štajerskem februarja 1943. 

### Prvo dejanje
Vida je pobegnila iz nemškega taborišča in se zdaj skriva doma. Z očetom čakata pomočnika Ferleža, ki je partizanom odpeljal moko. Vida Ferležu ne zaupa, zdi se ji neiskren. – V mlin prideta dva raztrganca, dajo jima večerjo in prenočišče, nihče pa ne ve, kdo in kaj sta, le Ferlež in Mihol se spoznata. Mihol sumi, da ga je prav Ferlež svoje dni izdal gestapu, ker je bil ljubosumen nanj zaradi Vide; vendar dokazov nima. – Črešnik pove Rutarju, da Ferlež moke ni zapeljal partizanom, ampak jo je prodal gostapovskemu trgovcu. Ko Rutar Ferleža prime, se ta izgovarja, da je moko prodal, ker je imel dolgove. Potem prestraši zmedeno Rutarico, češ da sta gosta gotovo raztrganca in špijona. Rutarica mu verjame, odpravi se v dolino, da bi ju prijavila Nemcem. 

### Drugo dejanje
Rutarice ni od nikoder, Ferlež popiva z raztrgancema. Vido skrbi, kdo sta skrivnostna gosta, zato odide prijateljica Lenka k partizanom povprašat, če sta se dva od njih zares izgubila. Doktor s ponarejeno izkaznico ujame Ferleža, da se izda kot nacistični agent, Mihol pa v razgovoru z Rutarjem izve, da je na domu svoje zaročenke Vide. Rutar je previden, noče izdati, da se Vida skriva doma v bunkerju; a Vidi le pove, da je govoril z Miholom-Jernejem, za katerega je bila Vida prepričana, da so ga ustrelili. Vida je ob očetovi novici vsa iz sebe, toda kakor oče se tudi ona boji prevare. Negotovost še poveča Črešnikova vest, da je Rutarico srečal na poti v dolino. 

### Tretje dejanje
Vida je hotela iz bunkerja v mlin, da bi se prepričala, če je eden od raztrgancev res njen Jernej, hkrati pa se boji, da se bo izdala. Od slabosti in notranjega boja se onesvesti. Najde jo Ferlež, jo začne buditi, pa tudi objemati in poljubljati, saj Vido noro ljubi. Vida se zave in hoče vedeti, kje je Jernej, Ferlež pa ji zatrjuje, da je Jernej mrtev, raztrganca pa da sta vohuna, ki vohata za njo. Vida mu ne verjame. Ko postane njen oboževalec vsiljiv, glasno pokliče na pomoč Jerneja. Ferlež jo odvleče in jo vrže v njen bunker, sam pa nedolžno dopoveduje Miholu, ki je bil pritekel na Vidine klice, da je Vido ubil gestapo. Mihol navali nanj in ga zbije na tla, tedaj se pojavi na vratih Vida in ljubimca si padeta v objem, vendar je Vida tako slaba, da jo Mihol odnese v posteljo. – Ta čas se Ferlež zave in ko vstopita Rutar in Črešnik, se potuhne za peč. Rutar Črešniku pove, da se Vida skriva doma, da pa mora iz hiše zaradi Nemcev, ki jih je šla klicat zmešana Rutarica. Črešnik pristane, da bo dal Vidi zavetje, in odide, da bo vse pripravil. Tedaj stopi pred Rutarja Ferlež in zahteva Vido za ženo, le iz ljubezni do nje bo Rutarjevim pogledal skozi prste; če Vide ne dobi, bo izdal vso družino in še pol vasi. Rutar pobesni in ga napade s sekiro, vtem vstopita oba raztrganca; Doktor kroti Ferleža z revolverjem, toda Ferlež se požene v vežo, Mihol plane za njim in ga v veži ustreli. – Hišo obkolijo Nemci. Mihol in Doktor se pripravljata na preboj, drugi se poskrijejo. Nemci morajo vdreti vrata, za njimi najdejo umirajočega Ferleža, ki s skoraj zadnjim dihom izda Rutarico, hoče izdati še Vido, a si premisli in izdahne. Rutarico vklenejo, a že so tu partizani, ki jih je bila šla klicat Lenka. Nemci so premagani, a družina mora zapustiti hišo, saj bi jo po vsem tem gotovo doletelo kruto maščevanje. Vsi odidejo, Rutar pa ustavi mlinske stope in se ginjen poslovi od svojega doma. 

## Nastanek
Avtor je v predgovoru k prvi knjižni izdaji drame l. 1946 zapisal, da je Raztrgance predelal oziroma znova napisal kar trikrat. Prvi koncept drame je začel pisati novembra 1943 v Vavti vasi, kjer je bil tedaj štab XV. devizije. Zaradi neprestanega vpadanja Nemcev in domobrancev je bil tisti čas neprimeren za zbrano pisanje, zato se je avtor Raztrgancev ponovno lotil, ko so ga poslali daleč za Kolpo v bazo 13-23, kjer je okreval zaradi poškodb, pridobljenih v boju. V Črnomlju so njegov rokopis Raztrgancev sprva ostro zavrnili, zato je prvotno verzijo predelal in jo popravljeno izročil SNG, ki je vneto iskalo izvirno domačo igro. Avtor zaradi prometne nesreče v Gorskem kotarju nikoli ni videl SNG-jeve uprizoritve Raztrgancev, a s svojim pisnim izdelkom ni bil zadovoljen. »Odkar sem dal "Raztrgance" javnosti, me je pekla vest: kako moreš poslati v svet še tako negodno dete! Toda, kako mi je šele bilo pri srcu, ko mi v Beogradu pride v roke ciklostirana izdaja "Raztrgancev"! Naši vrli propagandisti so namreč v naglici natisnili namesto predelane igre, ki ima troje dejanj, koncept, ki jih je imel samo dvoje.« Ko so ga leta 1946 prosili, naj igro pripravi za tisk, je Raztrgance ponovno predelal in tako je v tiskani obliki prvič izšla tretja verzija drame. Bor je gledališčem naročil, naj nehajo uprizarjati starejšo verzijo, a le ta njegovega napotka niso vedno upoštevala. Najnovejša verzija se je izkazala za slabšo in med ljudmi manj priljubljeno, zato so se ob jubilejni predstavi l. 1963 odločili povrniti k viru. Tako je danes kot uradna priznana avtorjeva druga verzija Raztrgancev, ki jo najdemo tudi v Izbranem delu.  
Avtorjevo vztrajnost pri oblikovanju drame je pripisovati dejstvu, da ga je motiv raztrgancev močno privlačil. Z njim se je seznanil pri štajerskih tovariših, ki so mu pripovedovali o nemških vohunih provokaterjih. Te so Nemci kot partizane poslali v vasi povzročati zmedo in preplah. Štajerci so jim nadeli naziv raztrganci, saj so z razcapanim videzem skušali zbujati večje zaupanje.

## Raztrganciiz leta 1946
Avtor je v tretji, danes neuradni verziji premetal prizore, na novo napisal večino dialogov, dogradil posamezne značaje in jezik ter v ljubezenski trikotnik vnesel nov zaplet, s katerim je skušal poglobiti Vido in Mihola.
Tretja verzija drame se odvija po božiču leta 1943, Bor pa je dodal zaplet glede izdaje partizanskega taborišča, ki naj bi jo zakrivila Vida, ko je bila v gestapovskem ujetništvu. Tam naj bi se zlomila pod pritiski izpraševalcev in Nemcem pokazala pot do bunkerja za Dravo, s tem pa v smrt poslala štiri partizane, med njimi tudi svojo simpatijo Jerneja. Iz taborišča jo je nato rešil Ferlež in jo pripeljal domov, kjer se trenutno skriva v svoji izbi. Vido izdajstvo hudo teži, dodatno slabo vest pa ji zbuja Ferlež, ki ji vsiljuje svojo ljubezen. Vidi grozi, da bo njeno skrivnost zaupal domačim, ona pa se boji, da jih bo ta novica preveč prizadela in popolnoma izničila njihovo zaupanje do hčere. Za svojo napako se želi odkupiti z delom za partizane, tega pa ob izgubi zaupanja ne bo mogla opravljati. Ob prihodu domnevnih raztrgancev Ferlež Miholu (Jerneju) sprva prikriva dejstvo, da so njegovi gostitelji Vidini starši, ko pa slednji v pogovoru z Rutarjem sam odkrije resnico, pa mu Ferlež pove o Vidini izdaji. Mihol mu noče verjeti, zato Ferlež razkrije Vidino skrivališče in ga povabi, naj se prepriča sam. Vida Miholu potrdi sume glede svojega dejanja, a razkrije, da ji je izdajo predlagal Jernej sam v pismu, ki ga je prejela v ujetništvu. V njem ji je naročil, naj izda izpraznjen bunker za Dravo in si tako reši življenje, kar je tudi storila, ne vedoč, da se v njem še nahajajo partizani. Kasneje pisma kljub obtožbam o izdaji ni pokazala nikomur, saj je bila prepričana, da je Jernej v napadu umrl in ni želela, da sum o izdaji pade nanj. Sedaj pa ob ponovnem srečanju z njim dvomi v njegovo pravičnost in ne verjame zagotovilom, da je bilo pismo ponarejeno. Boj med partizani in Nemci je prestavljen z odra v ozadje, zaljubljenca pa se pobotata šele na koncu, ko se smrtno ranjeni Ferlež pokesa in prizna svoje grehe. Zave se, da je preveč sovražil in prodal svojo kri, zato Miholu razkrije, da je Vida nedolžna in da je partizanski bunker izdal sam, nato pa ponaredil pismo in s tem vrgel sum na Vido. Tako se tudi Vida reši bremena svojega dejanja in ponovno združena z Jernejem odide k partizanom.

## Literarna zgodovina, kritike
Raztrganci so bili najbolj aktualni in omenjani v povojnih letih, ki so bila zaznamovana z revolucionarno komunistično ideologijo. Ker je drama s svojo idejo ustrezala duhu tega časa, je bila v kritikah izredno hvaljena in povzdigovana. Pisci so poudarjali njeno dinamičnost, napeto dogajanje, slikovitost, duhovitost, vzpodbudno naravnanost, borbenost in zmagoslavje partizanov. Strinjali so se, da predstavlja vrh partizanske dramatike. Z navezavo na kmečko tematiko so se Raztrganci približali tudi preprostemu ljudstvu in  bili pri gledalcih odlično sprejeti, zato so doživeli številne uspešne uprizoritve. 
Prvo kritiko Raztrgancev najdemo v gledališkem listu SNG Drama iz leta 1945. Pisec dramo opisuje kot eno največkrat igranih in najbolj obiskovanih predstav novega odra SNG, kar pripisuje napetemu odrskemu dogajanju, spretno oblikovanim prizorom in zanimivim odrskim figuram. Članek navaja tud razlog za posebno ljubezen igralcev do uprizarjanja te drame: »Borovo igro uprizarjamo kot dokument proti nemškemu in proti vsakršnemu fašizmu, pa naj se skriva v tej ali oni zakrinkani obliki, uprizarjamo jo kot iskreno, borbeno in človeško dragoceno izpoved slovenskega umetnika, ki nikdar ni in nikdar ne bo priznal tujega gospostva na svetih tleh svoje domovine, na ljubljenem ozemlju velike, bratske in s toliko krvjo priborjene Titove Jugoslavije.« 
Literarnozgodovinsko sodbo o Raztrgancih je podal avtor sam v predgovoru k izdaji leta 1946. Tu opisuje, da je pod eno streho združil spopad med blaznim pogumom in sebičnih strahom, borbo med izprijenostjo in omahljivostjo na eni ter visoko zavestjo dolžnosti in junaško predanostjo na drugi strani. Snov mu je omogočila v enotnem dogajanju združiti tri udeležence osvobodilne borbe: kmeta, delavca in izobraženca. Igra je preprosta in dostopna vsakemu posamezniku. Ferlež in Rutar sta poenostavljena predstavnika dveh svetov: fašističnega in demokratičnega. Ferlež se poslužuje zvijač in nasilja, ki pa ga pripeljejo do propada, kot Hitlerja njegov na zločinu in lažeh zgrajen Tretji rajh. Rutar se znajde v zaostrenem položaju, podobnem kot slovenski narod pod nemškim okupatorjem, a se ne ukloni. Ko Ferlež že meni, da ga je zlomil, se Rutar dvigne in upre: »Hoteli ste nas spremeniti v pse, pa ste nas spremenili v volkove!« 
O Raztrgancih je leta 1956 v svojem Veselem vetru pisal Filip Kalan, za katerega je bila drama »prva velika trodejanka v partizanskem sporedu, polna slikovitih figur in napetega dejanja, vojna zgodba, s humorjem prepletena in zaključena z zmago partizanov nad tujimi agenti in žandarji, nevsiljivo poučna, neutrudno optimistična, morda prehrupna za občutljiva ušesa, veselo zmagovita kakor privlačen film z divjega zapada: sami pogoji za uspeh. Med tovariši povedano: pravi osvobodilni šlager.« Sedem let pozneje mu je pritrdil tudi Andrej Inkret, ki je ob uprizoritvi SLG Celje zapisal, da je igra »pisana dovolj gledališko, dovolj dinamično in zanimivo pa duhovito, dovolj je v njej teaterskega blišča, ki bi znal tudi danes pritegniti, dasiravno že zdavnaj ne odkriva več kake posebno nove Amerike.« 
Ob isti uprizoritvi je Ervin Fritz Raztrgance oklical za največkrat igrano in najbolj poznano partizansko ljudsko igro, a hkrati poudaril, da so »daleč od tega, da bi dali celotno adekvatno sliko veličine našega človeka med revolucijo, zato tudi ne prebijajo meja revolucijskega časa.« 
Poznejši kritiki in razlagalci Raztrgance opisujejo kot izjemno priljubljeno dramo, ki je med borci in prebivalstvom na osvobojenih krajih zbujala nenavadne simpatije. Ob jubiljeni predstavi leta 1964 je Raztrgance v obdelavo vzel Dušan Moravec, ki je opozoril na njihovo vzpodbudno simboliko, zaradi katere so se priljubili ljudstvu. Boru pripisuje spretno dramsko tehniko in poznavanje človeka, hkrati pa dramo po njegovem mnenju odlikuje snov, ki je bila namenjena prav uprizarjanju sredi boja. Moravec opisuje tudi svojo izkušnjo črnomeljske predstave Raztrgancev, ki so se je udeležili borci partizanskih brigad.  »Gledal sem te obraze: zbrani v tišini so spremljali prizor za prizorom. Negibno, brez besede. Vse do zadnjega dejanja, ko so stopili na oder partizani in kaznovali izdajo. Takrat nihče v dvorani ni več zdržal na svojem sedežu, vse, od komandanta Staneta do zadnjega borca je zajel en sam val navdušenja, dajali so mu duška s ploskanjem, cepetanjem z nogami in z glasnim odobravanjem, tako da je ostalo Borovo besedilo, kar ga je še bilo do konca, popolnoma nepotrebno.« 
O veliki priljubljenosti Raztrgancev poroča tudi Ferdo Fischer: »Zgodba se razvija privlačno in zanimivo, morda prav zaradi tega, ker neidealizirano slika psihološka razpoloženja, dvome ilegalcev in partizanov, kar je dovolj redka lastnost med propagandnimi enodejankami in skeči tistega časa.« 
Jože Koruza je Raztrgance ocenil kot »poleg nekaj starejše enodejanke Mati (1943) pesnika Mileta Klopčiča najbolj popularno in najboljše delo partizanske dramatike.« 

## Uprizoritve
Drama je bila prvič uprizorjena 14. septembra 1944 v Črnomlju. 
- 1944, režija Lojze Potokar. Slovensko narodno gledališče na osvobojenem ozemlju.
- 1945, režija Hinko Leskovšek. Slovensko ljudsko gledališče Celje. (Prva predstava po osvoboditvi.)
- 1946, režija Just Košuta. Slovensko stalno gledališče Trst.
- 1946, režija Milan Skrbinšek. Drama SNG Maribor.
- 1947, režija Branko Gavella. SNG Drama Ljubljana. (Samo predstava za povabljene.)
- 1948, režija Andrej Žvan. Mestno gledališče Ptuj.
- 1963, režija Juro Kislinger. Slovensko ljudsko gledališče Celje.
- 1963, režija Jože Tiran in Lojze Potokar. Mestno gledališče ljubljansko. (Skupna predstava Drame SNG in MGL ob 20-letnici Zbora odposlancev slovenskega naroda v Kočevju.)
- 1973, režija Jože Gale. Mestno gledališče ljubljansko.
- 1986, režija Voja Soldatović. Drama SNG Maribor.
- 2007, režija Sebastijan Horvat. Mestno gledališče Ptuj. (RAZTRGANCI/UČENCI IN UČITELJI, Po učnem komadu Mateja Bora. Koprodukcija s CD in E.P.I. Centrom.)

## Raztrganciv tujini
Že leta 1946 je Raztrgance v Clevelandu, Ohio, uprizorila gledališka skupina slovenskih izseljencev. V Enakopravnosti beremo, da je ta drama »brilijantno dramatično delo, ki je pravkar došlo iz Slovenije in katero bo nedvomno vzbudilo občo pozornost na slovenskih odrih v Ameriki.« Frank Česen Raztrgance opisuje kot napeto dramo, polno razburljivih prizorov in dodaja, da je bila v Sloveniji od vseh Borovih iger prav ta največkrat uprizorjena. 
Raztrganci so bili prevedeni v hrvaščino, češčino in makedonščino. Hrvaška izdaja Raztrgancev je izšla leta 1947 z naslovom Odrpanci: Drama u tri čina, češka izdaja leta 1948 z naslovom Noc v Hlubokém: (Trhani): Drama o třech dějstvích (Noč v Globokem – naslov, pod katerim je nastajala prva priredba za partizansko gledališče) in makedonska izdaja leta 1950 z naslovom Partalkovci: Drama vo tri čina.